# کول الاش
کول الاش (انگلیسی: Kul elash) یک شهرک در کشور ازبکستان است که در استان فرغانه واقع شده است.